# Pidgin
Pidgin (dříve známý jako Gaim, původně jako GTK+ AOL Instant Messenger) je multiprotokolový multiplatformní klient pro instant messaging. Tento program podporuje celou řadu komunikačních protokolů: AIM, Bonjour, Gadu-Gadu, Google Talk, GroupWise, ICQ, IRC, MSN, MXit, SILC, SIMPLE, Sametime, XMPP (Jabber), Yahoo! a Zephyr. Tato aplikace je svobodný software vytvářený pod licencí GNU GPL. Program je napsán pod knihovnou GTK+ 2 a k dispozici jsou verze pro Linux, Windows, macOS, BSD, Qtopia (například Sharp Zaurus) a další.

## O programu

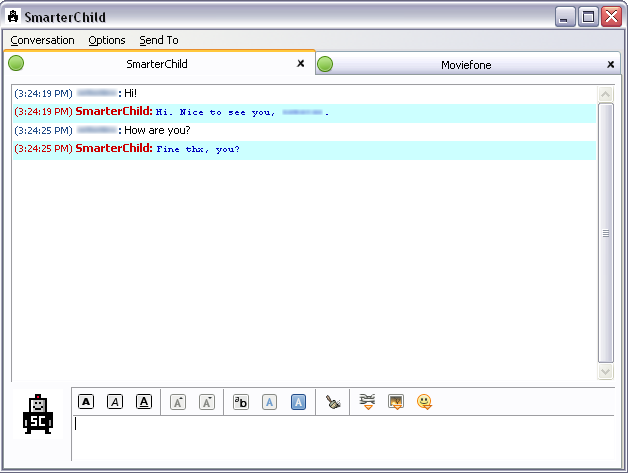
Okno rozhovoru se záložkami

Pidgin slouží jako klient pro několik komunikačních protokolů, které umožňuje uživateli využívat zároveň. Program je možno rozšířit množstvím pluginů. Pidgin podporuje textovou komunikaci ve stylu ICQ, posílání souborů přes některé protokoly, chaty a IRC kanály. Uložené kontakty je možno sledovat, Pidgin je schopen automaticky odeslat zprávu kontaktu při jeho připojení, upozornit uživatele, že se daný kontakt přihlásil, vrátil z nečinnosti, odhlásil se… Jednotlivá okna chatů, kanálů a rozhovorů mezi uživateli je možno sdružovat do jednoho okna se záložkami.
Pidgin automaticky zaznamenává veškerou komunikaci do historie, ve které je možno vyhledávat klíčová slova. Program podporuje Zprávy o nepřítomnosti (informace pro ostatní uživatele, že uživatel není přítomen, nepřeje si být rušen…), různá kódování textové komunikace, ale stává se, že má problém s přijímáním zpráv od klientů, kteří nejsou schopni správně pracovat s kódováním (a nebo informace o kódování neodesílají). Okno kontaktů je možno minimalizovat do tzv. „Oznamovací oblasti“.
Pro běh programu pod operačním systémem Windows je nutno mít nainstalovány knihovny GTK+ 2. Tento program podporuje mnoho jazykových verzí, včetně české.

## Vývoj programu
Aplikace je svobodný software licencovaný pod GNU GPL a proto může kdokoliv přispívat k jeho vývoji. Pidgin je primárně vyvíjen skupinou vývojářů okolo projektu. Hlavním sponzorem je společnost Linspire.
V minulosti došlo k rozštěpení projektu (fork) a vznikla varianta Gaim-vv, která podporuje přenos videa a zvuku. Tato odnož ale momentálně stagnuje a opožďuje se za původní verzí. Aktuální verze Gaim-vv nemusí podporovat všechny platformy jako původní Gaim (nyní Pidgin) a tyto dva programy nelze považovat za totožné. Odštěpení původně vzniklo, protože společnost Linspire potřebovala komunikační program zároveň podporující přenosy videa a zvuku.

## Pluginy Pidgin
Pidgin je možno rozšířit množstvím pluginů, které přinášejí další možnosti tohoto programu. Informace o některých naleznete v textu níže.
Guifications
Vyskakující upozornění na aktivitu, podobně jako u MSN Messengeru, jednotlivé akce se dají nastavit, stejně jako oblast zobrazování na obrazovce. Vzhled těchto oken lze měnit pomocí guifications témat. Domácí stránka projektu: http://guifications.sourceforge.net/ Archivováno 12. 1. 2006 na Wayback Machine.
Gaim encryption
Plugin umožňující šifrování komunikace mezi dvěma programy Pidgin (oba musejí mít tento plugin správně nainstalován) nezávisle na použitém protokolu. Domácí stránka projektu: http://gaim-encryption.sourceforge.net/
Extended Preferences
Plugin zpřístupňující pokročilá nastavení programu Pidgin. Domácí stránka: http://gaim-extprefs.sf.net/
Gesta myši
Pro mnohé velmi oblíbený způsob ovládání WWW prohlížečů Firefox nebo Opera. Tento plugin umožňuje ovládat program Pidgin obdobným způsobem, plugin je základní součástí programu.
Integrace s Evolution
Plugin, který umožňuje integrovat a synchronizovat kontakty z programu Pidgin s programem Evolution. Obdobně Evolution obsahuje integrační podporu s programem Pidgin. Tento plugin je základní součástí programu.
IRC Helper
Rozšíření pro lepší podporu komunikace na IRC prostřednictvím programu Pidgin. Domácí stránka: http://gaim-irchelper.sf.net%5B%5D
Nautilus Integration
Rozšíření, které integruje Pidgin do kontextové nabídky souborového manažeru Nautilus. Tento plugin umožňuje vybraný soubor přímo odesílat prostřednictvím programu Pidgin některému z uložených kontaktů.
Vzdálené ovládání
Díky tomuto pluginu je umožněno programům třetích stran ovládat program Pidgin. Tento plugin je základní součástí programu.